# ناحية أور
ناحية أور هي ناحية عراقية في قضاء الناصرية في محافظة ذي قار في جنوب العراق، مساحتها 283 كيلومتراً مربعاً، وعدد سكانها 104187، ويسكن عشائر عربية، كانت وتبعد عن مركز المحافظة مدينة الناصرية نحو 4 كيلومترات.

## مقاطعاتها
في سنة 1957م كانت ناحية أور اسمها ناحية السديناوية في لواء المنتفق، وفي 1 كانون الثاني سنة 1981، فُكّ ارتباط بعض مقاطعات ناحية السديناوية وأُلحقت بمركز قضاء الناصرية، ونُقلَ مركز ناحية السديناوية من مدينة الناصرية إلى قرية المعلمين، ثم أُلغيت ناحية السديناوية، ثم أُعيد استحداثها في 1 كانون الثاني سنة 2001،(1) وصار اسمها ناحية أور.
| المقاطعة ورقمها                     | مساحتها | سكانها |
| (18) كشمرة                          |         |        |
| (19) اراضي الحبيلية والكصب          |         |        |
| (28) السبل الاعمى                   |         |        |
| (37) ابو الروس الموسش الوسطى        |         |        |
| (54) بساتين البوسوف                 |         |        |
| (55) الجفية والحنشلية               |         |        |
| (56) الخميسات من الحمدية والدرويشية |         |        |
| (57) الطويهرية                      |         |        |
| (589 ابو شبيبة                      |         |        |
| (59) البو جبيل من الحميدية          |         |        |
| (60) الحمضية                        |         |        |
| (80) آل كريدي الغربية الوسطى        |         |        |
| (83) آل مونس من الحميدية            |         |        |
| (84) آل صبيح الغربية من ابو الروس   |         |        |
| (86) آل عجر من ابو الروس            |         |        |
| (89) ام العظام                      |         |        |
| (90) طهمازية                        |         |        |
| (91) ابو حجارة                      |         |        |
| (92) ام مكروص                       |         |        |
| (93) الدنانية وام العيش             |         |        |
| (94) معيدية                         |         |        |
| (95) مريبيع من التابة               |         |        |
| (96) عتابية                         |         |        |
| (97) البارجة من الكطعة              |         |        |
| (98) الجوارو الغربية                |         |        |
| (99) الجوارة الشرقية                |         |        |
| (1009) الدكمانية ام الرفوش          |         |        |
| (101) فليفلة من الكطعة              |         |        |
| (102) مجيليب من الكطعة              |         |        |

## سكانها
| السنة | العدد  |
| 1957  | 30565  |
| ؟     | 104187 |

## الهوامش
- «1»:ذكرَ وسام حمود حاشوش أن الاستحداث يوم 26 حزيران سنة 2001.[6]